# National Rail
National Rail (NR) és el nom utilitzat per una associació d'empreses Rail Delivery Group (RDG) com a terme genèric per definir els serveis de transport de viatgers per ferrocarril a la Gran Bretanya. RDG és una associació formada per companyies de transport de passatgers de la Gran Bretanya que serveix els serveis que abans eren prestats per British Rail (BR).
Generalment no inclou serveis que no tenen un fons en la BR, això és important perquè el l'estructura de venda de bitllets no hi ha inter-disponibilitat cap a altres serveis.
NR a vegades és descrita com a "marca", però d'acord amb RDG, no és correcte. La guia de l'any 2000 deia: "No ha estat dissenyat com una marca o identitat, sinó per explicar al viatger que existeix una xarxa i material que cobreix totes les companyies de trens de passatgers".